# Bjarke Ingels
Bjarke Ingels (Copenhague, 2 de octubre de 1974) es un arquitecto danés. Dirige el estudio de arquitectura BIG Bjarke Ingels Group, fundado en 2006. Bjarke destaca por la búsqueda del equilibrio entre la arquitectura tradicional y la arquitectura vanguardista.

## Trayectoria
En Dinamarca, Ingels se hizo muy conocido después de diseñar dos complejos de viviendas en Ørestad: VM Houses y Viviendas de la Montaña. En 2006, fundó Bjarke Ingels Group, con más de 400 empleados para 2015, con proyectos destacados que incluyen el complejo de viviendas 8 House, VIA 57 West en Manhattan, la sede de Google North Bayshore (codiseñada con Thomas Heatherwick), el parque Superkilen, y la planta de conversión de energía de Amager Resource Center (ARC), esta última incorpora una pista de esquí seco y un muro de escalada en el exterior del edificio.
Desde 2009, Ingels ha ganado numerosos concursos de arquitectura. Se mudó a la ciudad de Nueva York en 2012, donde, además del VIA 57 West, BIG ganó un concurso de diseño después del huracán Sandy por mejorar la resistencia frente a las inundaciones de Manhattan, y ahora está diseñando el nuevo edificio Two World Trade Center. Ingels y su compañía son el tema del documental 2017 BIG Time.
En 2011, el Wall Street Journal nombró a Ingels Innovador del Año en la categoría arquitectura, y en 2016 la revista Time lo nombró como una de las 100 personas más influyentes.

## Filosofía de diseño
Explicando sus ideas, Bjarke concluye:

Históricamente el campo de la arquitectura ha sido dominado por dos extremos opuestos. Por un lado, lo avant-garde lleno de ideas locas. Originado desde la filosofía, el misticismo, la fascinación por el potencial de la forma o  su visualización digital. Ellos actúan tan independientemente de la realidad, que no logran convertirse en algo más que curiosidades excéntricas. Por otro lado está lo tradicional. Corporaciones muy bien organizadas, que construyen predecibles y aburridas cajas de edificios funcionales. En este campo, la arquitectura parece estar atrapada entre dos lados infructuosos: ya sea ingenuamente utópica o increíblemente pragmática. Nosotros creemos que hay un tercer camino enterrado entre estos. O uno difícilmente visible sobre la delgada pero bastante fértil superposición de ambos. Una arquitectura utópica y pragmática a la vez; una que se ocupe de la creación perfecta de lo social, económico y ambiental como un objetivo práctico.
Historically the field of architecture has been dominated by two opposing extremes. Página web de BIG (consultado el 29 de diciembre de 2009).

En 2009, The Architectural Review dijo que Ingels y BIG "han abandonado el modernismo danés del siglo XX para explorar el mundo más fértil de la bigness y la excentricidad barroca ... El mundo de BIG es también una visión optimista del futuro donde el arte, la arquitectura, el urbanismo y la naturaleza encuentra mágicamente un nuevo tipo de equilibrio, pero mientras la retórica es fuerte, los mensajes subyacentes son serios sobre el calentamiento global, la vida comunitaria, la arquitectura posterior a la era del petróleo y la juventud de la ciudad ". También ha sido descrito como "un miembro de una nueva generación de arquitectos que combinan análisis astuto, experimentación lúdica, responsabilidad social y humor".
En una entrevista en 2010, Ingels proporcionó una serie de ideas sobre su filosofía de diseño. Él define la arquitectura como "el arte de traducir todas las estructuras inmateriales de la sociedad - social, cultural, económica y política - en estructuras físicas". La arquitectura debería "surgir del mundo", beneficiándose de la creciente preocupación por nuestro futuro, provocada por la discusión del cambio climático. En relación con su práctica BIG, explica: "Los edificios deben responder al ambiente y al clima locales en una especie de conversación para hacerlo habitable para la vida humana", en particular, sobre los recursos del clima local que podrían proporcionar "un manera de enriquecer masivamente el vocabulario de la arquitectura ".
Luke Butcher señaló que Ingels aprovecha la sensibilidad metamoderna, adoptando una actitud metamoderna; pero "parece oscilar entre las posiciones modernas y las postmodernas, un cierto estar fuera de este mundo y un apego la tierra, la ingenuidad y el conocimiento, el idealismo y lo práctico". El desarrollo sostenible y las energías renovables son importantes para Ingels, dentro de lo que se refiere como "sustentabilidad hedonista". Ha dicho que "No es sobre lo que damos para ser sostenibles, es sobre lo que conseguimos, y eso es un concepto muy atractivo y comercial". También ha hablado contra "la biopsia suburbana" en Holmen, Copenhague, causada por la gente mayor rica (la generación gris-oro) que vive en las afueras y que desea ir a la ciudad para visitar el teatro real y la ópera.
En 2014, Ingels lanzó un video titulado 'Worldcraft' como parte de la cumbre del Future of StoryTelling, que introdujo su concepto de crear una arquitectura que se centra en convertir "sueños surrealistas en un espacio habitable". Citando el poder de los programas de realidad alternativa y los videojuegos, como Minecraft, el 'worldcraft' de Ingels es una extensión de la 'sostenibilidad hedonista' y desarrolla más las ideas establecidas en su primer libro, Yes Is More. En el video (y ensayo del mismo nombre en su segundo libro, Hot to Cold: Una Odisea de la Adaptación Arquitectónica), Ingels señala: "Estos mundos ficticios capacitan a las personas con las herramientas necesarias para transformar sus propios entornos. ... "La arquitectura debe convertirse en Worldcraft, el arte de hacer nuestro mundo, donde nuestro conocimiento y tecnología no nos limitan, sino que nos permite transformar los sueños surrealistas en un espacio habitable, para convertir la ficción en realidad".

## Formación y trabajo en OMA
Bjarke Ingels estudió arquitectura en Royal Academy en Copenhague y en la Escuela Técnica Superior de Arquitectura de Barcelona, titulándose como arquitecto en 1998. En su tercer año de estudios ejerció por primera vez su carrera ganando su primer concurso. De 1998 al 2001 trabajó para OMA [Office for Metropolitan Architecture] y directamente para Rem Koolhaas en Róterdam.

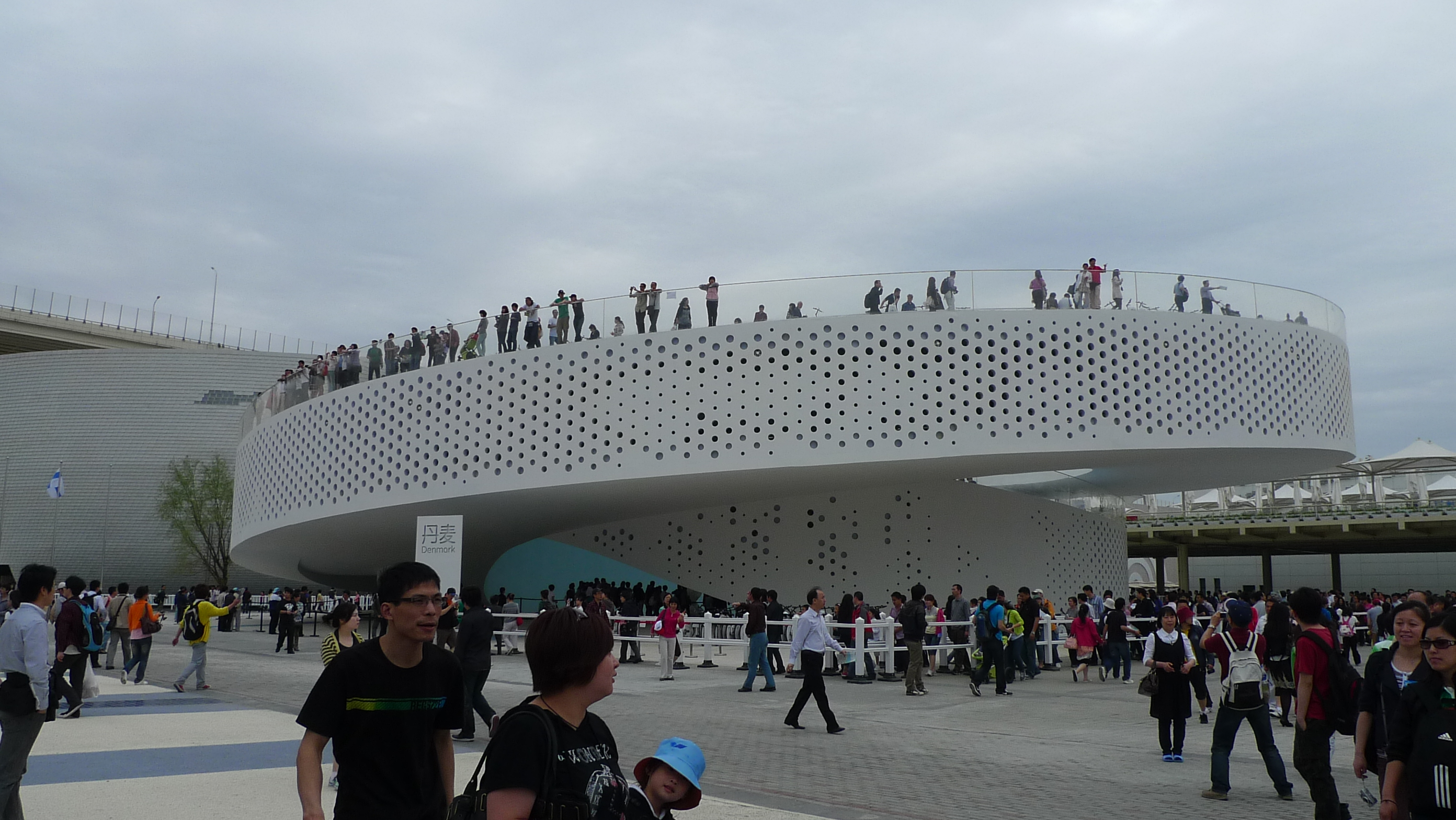
Pabellón danés en la Expo Shanghái 2010

## Carrera

### 2001–2005
En el 2001 Bjarke volvió a Copenhague y junto a Julien de Smedt (compañero suyo en OMA), fundaron el estudio de arquitectura PLOT. La compañía consiguió éxito rápidamente, recibiendo atención internacional por sus creativos diseños.
Fueron premiados con el León de Oro en la Bienal de Arquitectura de Venecia en el 2004 por la propuesta de la nueva casa de la música para Stavanger, Noruega.
PLOT completó una serie de cinco piscinas al aire libre de 2.500 m², el Brygge Harbor Bath, en el puerto de Copenhague con instalaciones especiales para niños en 2003. También terminaron Maritime Youth House, un club náutico y una casa juvenil en el puerto de Sundby, Copenhague.
El primer gran logro para PLOT fue el galardonado VM Houses en Ørestad, Copenhague, en 2005. Inspirados por el concepto Unité d'Habitation de Le Corbusier, diseñaron dos bloques residenciales, en forma de las letras V y M (visto desde el cielo); la Casa M con 95 unidades, se completó en 2004, y la Casa V, con 114 unidades, en 2005. El diseño pone un fuerte énfasis en la luz del día, la privacidad y las vistas. En lugar de mirar por encima del edificio vecino, todos los apartamentos tienen vistas diagonales de los campos circundantes. Los pasillos son cortos y brillantes, más bien como agujeros de bala abierta a través del edificio. Hay unos 80 diferentes tipos de apartamentos en el complejo, adaptable a las necesidades individuales. El edificio ganó para Ingels y Smedt el premio de la AID para el mejor edificio en Escandinavia en 2006. Ingels vivió en el complejo hasta 2008, cuando se mudó a la adyacente Viviendas de Montaña.
En 2005, Ingels también terminó el hospital psiquiátrico de Helsingør, un hospital que se forma como un copo de nieve. Cada habitación del hospital fue especialmente diseñada para tener una vista, con dos grupos de habitaciones frente al lago, y un grupo frente a las colinas circundantes.
A pesar de su éxito, PLOT fue disuelto en enero del 2006. Bjarke Ingels creó BIG, mientras su excompañero Julien de Smedt fundó JDS Design.

### 2006-2008
Después de que PLOT fuera disuelto, en enero de 2006 Ingels creó Bjarke Ingels Group (BIG) su propia compañía. Esta creció hasta 400 empleados en 2016.
BIG comenzó a trabajar en las Viviendas de la Montaña, de 25 metros de altura, al lado de las casas VM en el distrito de Ørestad de Copenhague, combinando 10.000 m² de viviendas con 20.000 m² de espacio de estacionamiento, con el tema de la montaña en todo el edificio. Los apartamentos escalan el techo inclinado en diagonal del garaje, desde el nivel de la calle hasta el 11.º piso, creando una artificial "orientación sur" donde cada apartamento tiene una terraza de unos 93 m². El estacionamiento cuenta con lugares para 480 coches. El espacio tiene hasta 16 metros de altura de techos, y la parte inferior de cada nivel de los apartamentos está cubierta de aluminio pintado en un esquema de color distintivo de tonos psicodélicos que, como un homenaje a los diseñadores de muebles daneses de los años 60 y 70 Verner Panton, son coincidencias exactas de los colores que utilizaron en sus diseños. Los colores se mueven, simbólicamente, de verde para la tierra, amarillo, anaranjado, naranja oscuro, rosa caliente, púrpura a azul brillante para el cielo. Las fachadas norte y oeste del estacionamiento representan un mural fotorrealista de 3.000 m² de los picos del Himalaya. El estacionamiento está protegido del viento y la lluvia por grandes placas de aluminio brillante, perforado para permitir la entrada de luz y permitir la ventilación natural. Al controlar el tamaño de los agujeros, la lámina se transformó en la imagen rasterizada gigante del Monte Everest. Concluido en octubre de 2008, recibió el Premio de la Vivienda del Festival Mundial de Arquitectura (2008), el Premio Foro AID (2009) y el Premio MIPIM de Desarrollo Residencial en Cannes (2009). La revista Dwell ha declarado que las Viviendas de Montaña "se erigen como un faro para la posibilidad arquitectónica y multifamiliar con estilo para los que viven en una ciudad densa, diseñada con conocimiento".
Su tercer proyecto de vivienda, 8 House, encargado por Store Frederikslund Holding, Høpfner A / S y Danish Oil Company A / S en 2006 y concluido en octubre de 2010, fue el mayor desarrollo privado jamás realizado en Dinamarca y Escandinavia, de casas en fila y apartamentos. También es la tercera urbanización de Ingels en Ørestad, después de VM Houses y Mountain Dwellings. El edificio inclinado de 10 plantas en forma de arco consta de 61.000 m² de tres tipos diferentes de viviendas residenciales y 10.000 m² de locales comerciales y oficinas, con vistas a los campos de Kalvebod Fael al sur. El edificio de apartamentos de 476 unidades forma una figura en 8 alrededor de dos patios. Por su tejado verde que le valió el Premio Escandinavo de Tejado Verde de 2010, Ingels explicó: "Las partes del techo verde que quedan fueron vistas por el cliente como parte integrante del edificio, ya que son visibles desde el suelo, con los beneficios ambientales que todos sabemos provienen de los techos verdes, pero también añaden el drama visual y el atractivo de los tejados inclinados y las terrazas en medio". El edificio también ganó el premio al Mejor Edificio Residencial en el 2011 World Architecture Festival, y el Huffington Post incluyó a 8 House como uno de los "10 mejores momentos de arquitectura de 2001-2010".
En 2007, Ingels expuso en la Storefront for Art and Architecture de Nueva York y fue encargado de diseñar el Museo Marítimo Danés en Helsingør. El museo actual está situado en el sitio del patrimonio mundial de la UNESCO del cercano Castillo de Kronborg. El concepto de edificio es el espacio "invisible", un museo subterráneo que todavía puede incorporar el uso dramático de la luz del día. Al lanzar el proyecto de 40 millones de dólares, BIG tuvo que reforzar un muelle seco de hormigón abandonado de 150 metros de largo, 25 metros de ancho y 9 metros de profundidad, construyendo el museo en la periferia de las paredes reforzadas del muelle seco que forma la fachada del nuevo museo. El dique seco también acoge exposiciones y eventos culturales durante todo el año. El interior del museo está diseñado para simular el ambiente de la cubierta de un barco, con una pendiente ligeramente hacia abajo. La galería de exposición de 7.600 m² alberga una extensa colección de pinturas, modelos de barcos y equipo histórico y recuerdos de la Armada danesa. Ingels colabora con la ingeniería consultora Rambøll, Alectia para la gestión del proyecto y con E. Pihl & Søn y Kossmann.dejong para la construcción y el diseño de interiores. Alrededor de 11 fundaciones diferentes financiaron el proyecto que fue inaugurado en 2013.

### 2009-presente: alcance internacional
Ingels diseñó el pabellón de Dinamarca, en forma de bucle para la Expo Mundial 2010 en Shanghái. El pabellón al aire libre de acero de 3.000 m² tiene una trayectoria de bicicleta en espiral, acomodando hasta 300 ciclistas que experimentan la cultura y las ideas danesas para el desarrollo urbano sostenible. En el centro, en medio de una piscina de 1 millón de litros de agua, está la estatua de La Sirenita de Copenhague, en homenaje al autor danés Hans Christian Andersen.
En 2009, Ingels diseñó la nueva Biblioteca Nacional de Kazajistán en Astaná, ubicada al sur del Auditorio Estatal, que se asemeja a un "donut metálico gigante". BIG y MAD diseñaron en el distrito de Huaxi de Guiyang, China, una torre inclinada innovadora con seis fachadas. Otros proyectos incluyeron el ayuntamiento de Tallin, Estonia, y el Centro de Educación de las Islas Feroe en Torshavn, Islas Feroe. Con capacidad para unos 1.200 estudiantes y 300 maestros, la instalación tiene una rotonda abierta central para reuniones entre el personal y los alumnos.
En 2010, la revista Fast Company incluyó a Ingels en su lista de las 100 personas más creativas, mencionando su diseño del pabellón danés. Los proyectos se hicieron cada vez más internacionales, incluyendo hoteles en Noruega, un museo en la Ciudad de México, y convirtiendo un solar de la industria petrolera en un recurso cero-emisión en la isla de Zira de la costa de Bakú, Azerbaiyán. El complejo de 1.000.000 m² comenzó su construcción en 2010, y representó las siete montañas de Azerbaiyán. Fue citado como "uno de los mayores desarrollos ecológicos del mundo". Las "montañas" estaban cubiertas con paneles solares y proveen espacio residencial y comercial. Según BIG, "las montañas están concebidas no sólo como metáforas, sino como ecosistemas enteros, un modelo para el futuro desarrollo urbano sostenible".
En 2011, BIG ganó un concurso para diseñar el techo del edificio industrial Amagerforbrænding, con 31.000 m² de pistas de esquí de diferentes niveles de habilidad. El techo se presenta como otro ejemplo de "sostenibilidad hedonista": diseñado a partir de sintéticos reciclados, con el objetivo de aumentar la eficiencia energética en un 20 por ciento. En octubre de 2011, el Wall Street Journal nombró a Ingels el innovador del año en arquitectura, diciendo que se estaba convirtiendo en una de las estrellas crecientes del mundo del diseño a la luz de su carrera.
En 2012, Ingels se trasladó a Nueva York para supervisar el trabajo en un edificio de apartamentos de pirámide en West 57th Street, una colaboración con la inmobiliaria Durst Fetner Residencial. BIG abrió una oficina permanente en Nueva York, y se comprometió a seguir trabajando en Nueva York. A mediados de 2012, esa oficina contaba con un personal de 50 empleados, que pueden lanzar otros proyectos en América del Norte. En 2014, el diseño de Ingels para un sistema integrado de protección contra inundaciones, DryLine, fue un ganador del concurso Rebuild By Design creado por el Departamento de Vivienda y Desarrollo Urbano a raíz del huracán Sandy. DryLine protegerá la costa de Manhattan en el Lower East Side, con una barrera de inundación ajardinada en East River Park, con puentes peatonales mejorados y floodwalls permanentes y desplegables al norte de la East 14th Street.
BIG diseñó la Lego House de Lego que comenzó la construcción en 2014 en Billund, Dinamarca. Ingels dijo de ella: "Sentimos que si BIG hubiera sido creado con el único propósito de construir sólo un edificio, sería diseñar la sede para Lego". Diseñado como un pueblo de edificios y espacios entrelazados y superpuestos, la sede se concibe con proporciones idénticas a los ladrillos del juguete, y se puede construir en miniatura. 
También diseñaron un plan maestro para el nuevo campus de la Institución Smithsoniana en Washington D. C. como parte de un proyecto de 20 años que comenzó en 2016.
Ingels también diseñó dos extensiones para su antigua escuela secundaria en Hellerup, Dinamarca - una cancha de balonmano, y una ampliación de la sección de artes y deportes. La cancha de balonmano, en homenaje al exprofesor de matemáticas del arquitecto, tiene un techo con curvatura que traza la trayectoria de un lanzamiento de balonmano.
En 2015, Ingels comenzó a trabajar en una nueva sede para Google en Mountain View, California, con Thomas Heatherwick, el diseñador británico. Bloomberg Businessweek elogió el diseño como "El proyecto más ambicioso desvelado por Google este año ..." en un artículo sobre el diseño y sus arquitectos. El País dice de la propuesta: "Una piel transparente es la encargada de borrar las fronteras entre el interior y el exterior de los edificios. Funciona dejando pasar la luz y favoreciendo el control climático y, consecuentemente, el ahorro energético."
También en 2015 BIG fue elegido para proyectar el diseño del Two World Trade Center, una de las torres que sustituyen a las Torres Gemelas. El trabajo había sido encomendado inicialmente a la firma británica Foster and Partners.
En 2018 Bjarke Ingels, presentó su diseño para el Teatro Nacional de Albania que reemplazará al existente en Tirana. El edificio de 9.300 metros cuadrados incluirá tres auditorios y un anfiteatro situado en su cubierta superior inclinada. Asimismo en febrero de 2018 se ha inaugurado en el barrio de Christiania de Copenhague el nuevo restaurante Noma que fue nombrado mejor restaurante del mundo a mediados de los años 2010. En este proyecto se ha construido un verdadero campus en el que está previsto que, cuando termine, haya 11 edificios, que están rodeados de un jardín de 2.100 metros cuadrados diseñado por Piet Oudolf (el paisajista del High Line de Nueva York).
Asimismo, en 2018 Bjarke Ingels, presentó por primera vez en Sudamérica, el diseño del edificio IQON Archivado el 16 de agosto de 2019 en Wayback Machine. en Quito, Ecuador. El edificio actualmente se encuentra en construcción y está promovido por Uribe & Schwarzkopf, liderada por el arquitecto Tommy Schwarzkopf, proyecto donde Ingels ha tomado la oportunidad de diseñar el edificio más alto de la ciudad, priorizando y maximizando iluminación y vista para cada habitáculo, dejando además espacios para cultivar diferentes especies de árboles endémicos de la ciudad. Actualmente, IQON se encuentra en construcción, permitiendo a Ingels presentar su segundo proyecto en conjunto con Uribe & Schwarzkopf, denominado EPIQ.

## Enseñanza
Aparte de dirigir su estudio de arquitectura, Bjarke ha estado como profesor visitante en:
- Harvard University, Joint Studio with Harvard Business & GSD (2010)
- Columbia University GSAPP (2009)
- Harvard University GSD (2007)
- Rice University (2005)
- The Royal Academy of Arts, Copenhague (2001)

## Galería

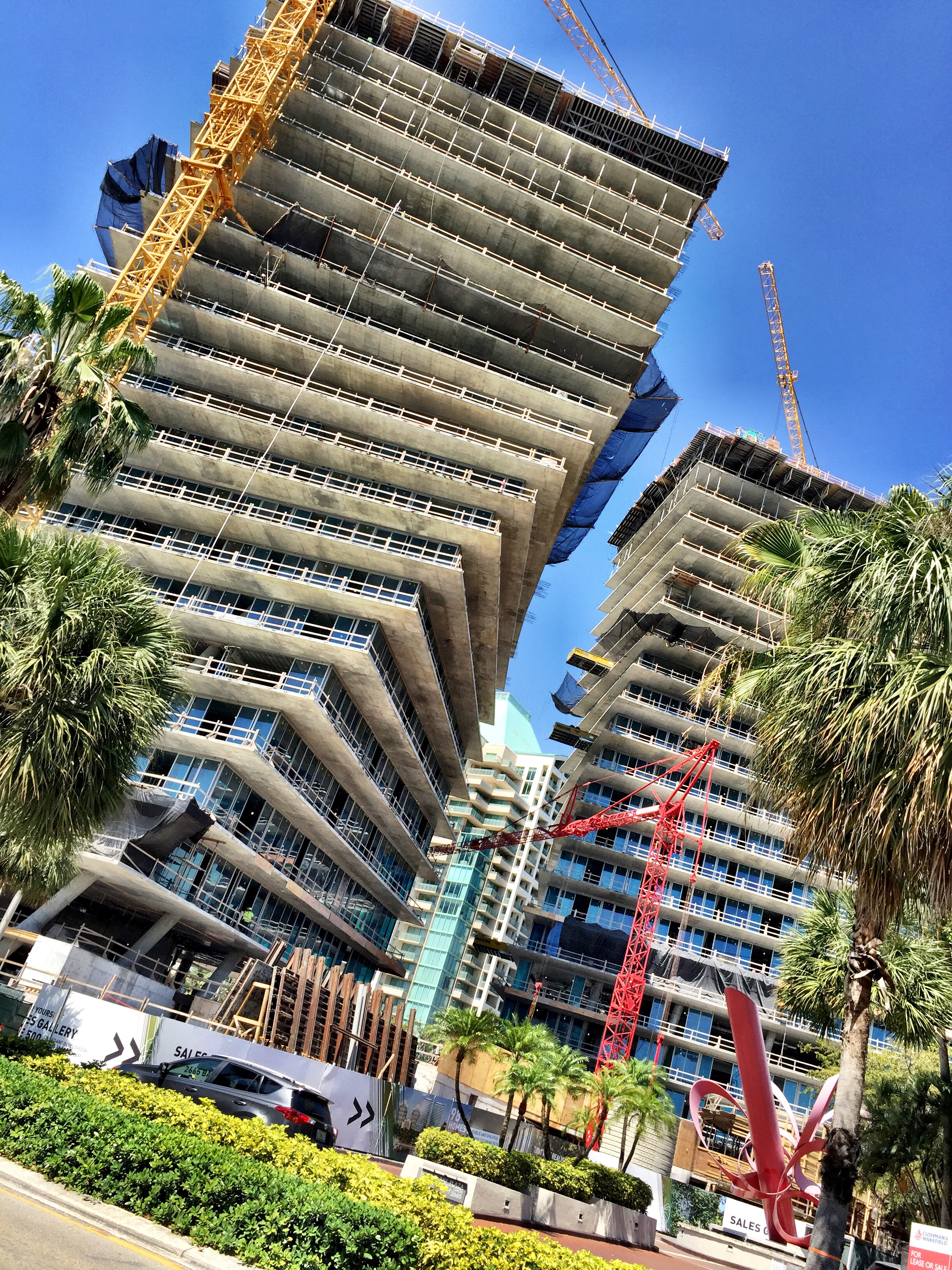
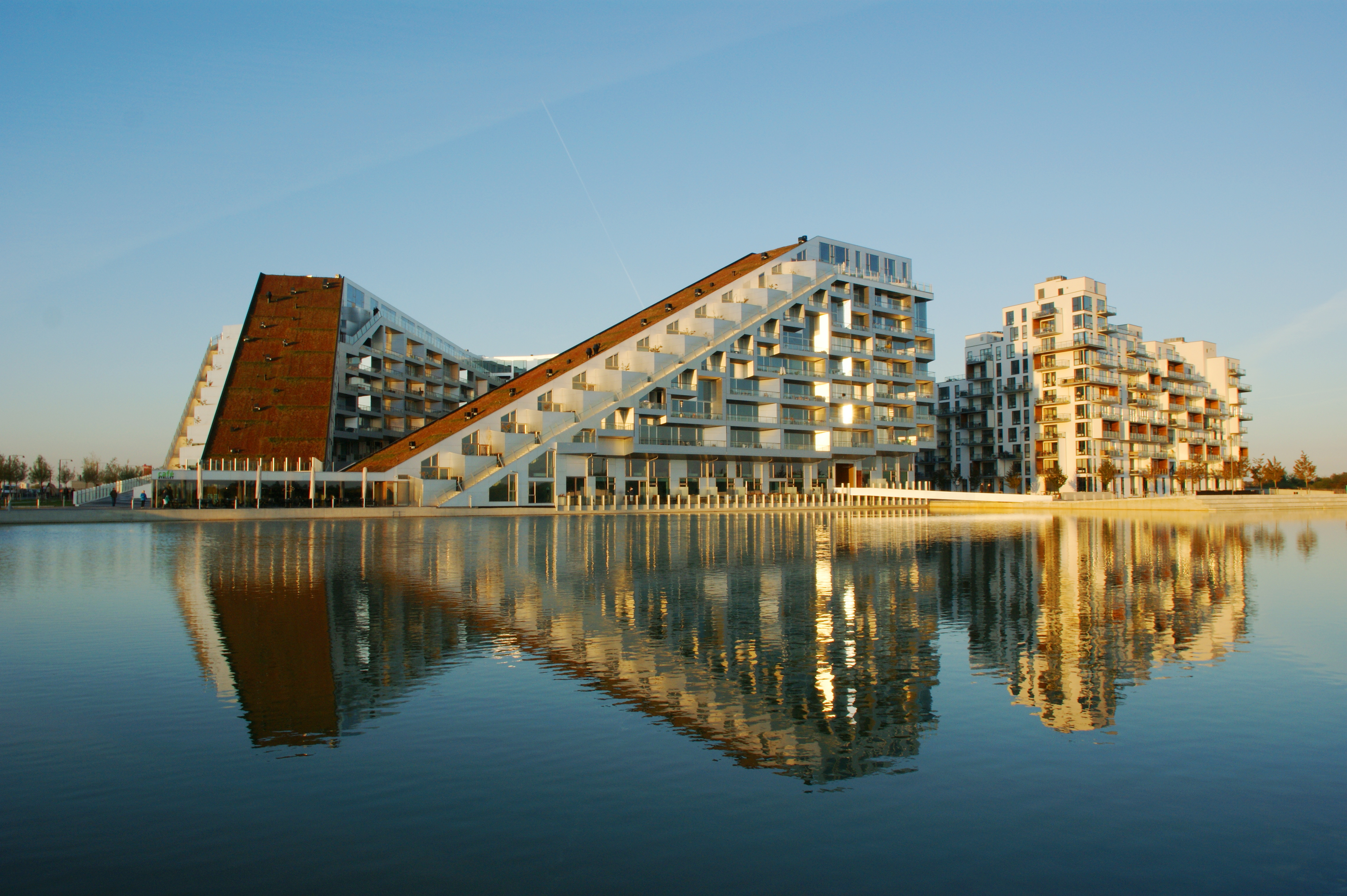
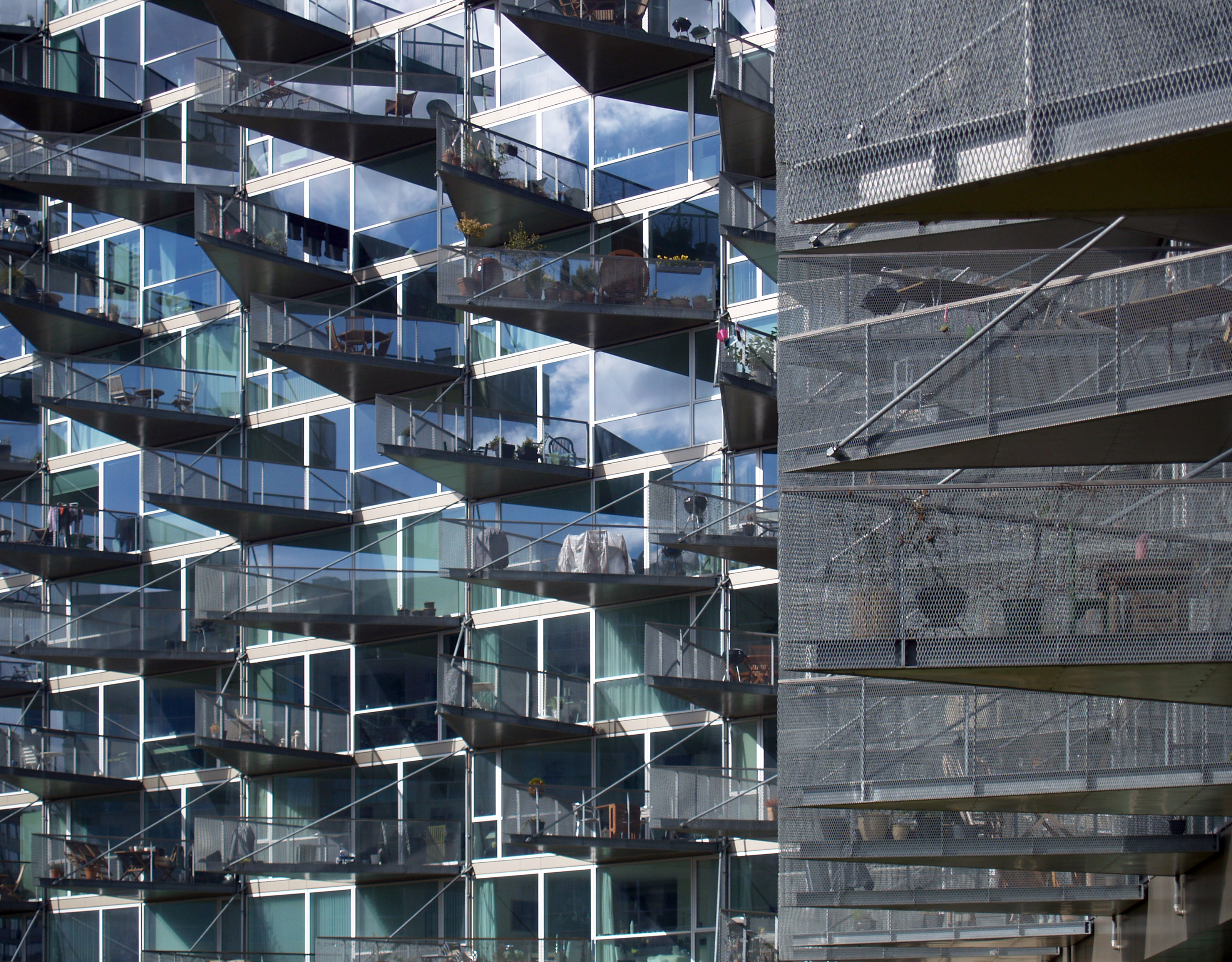
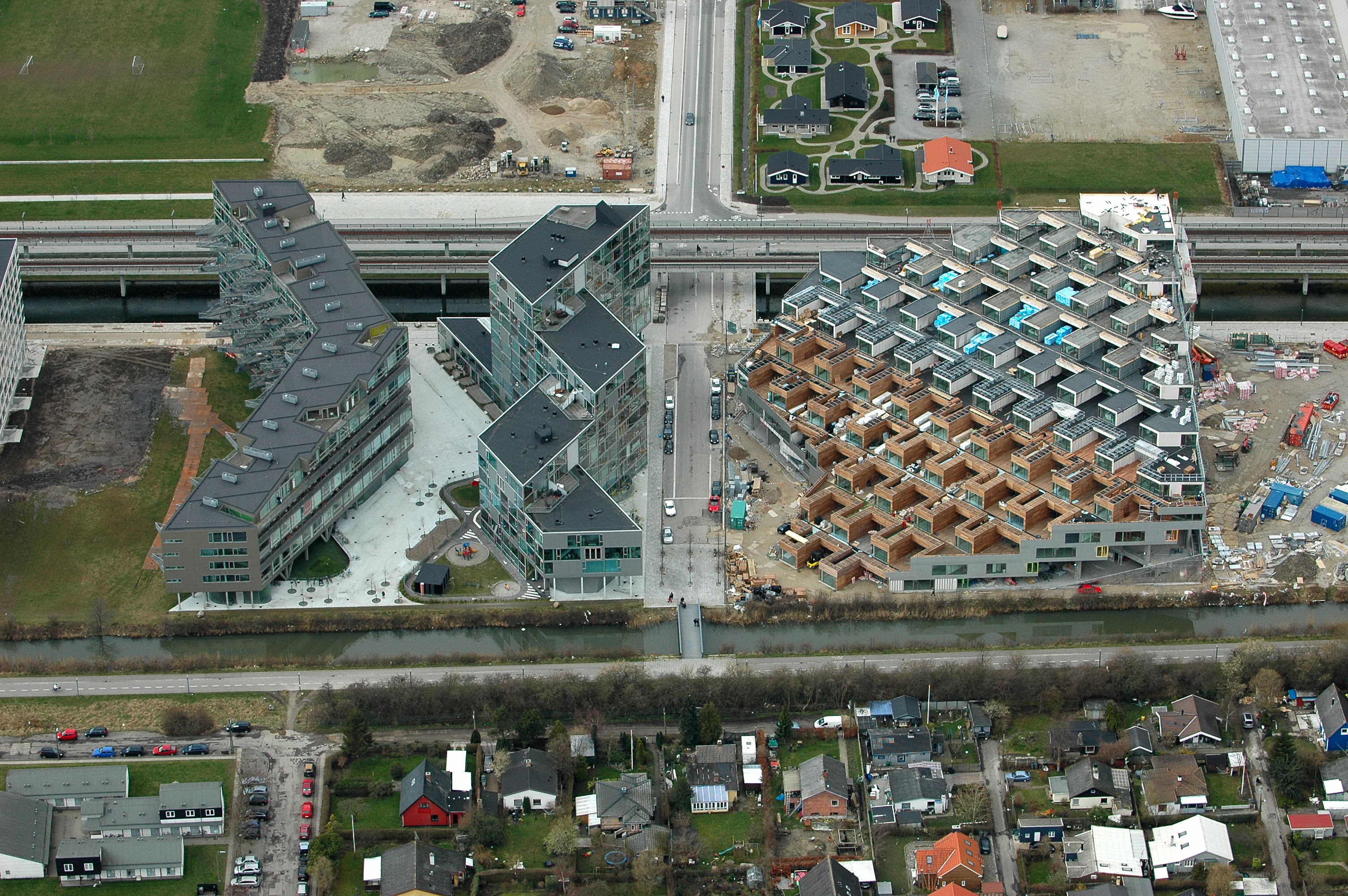
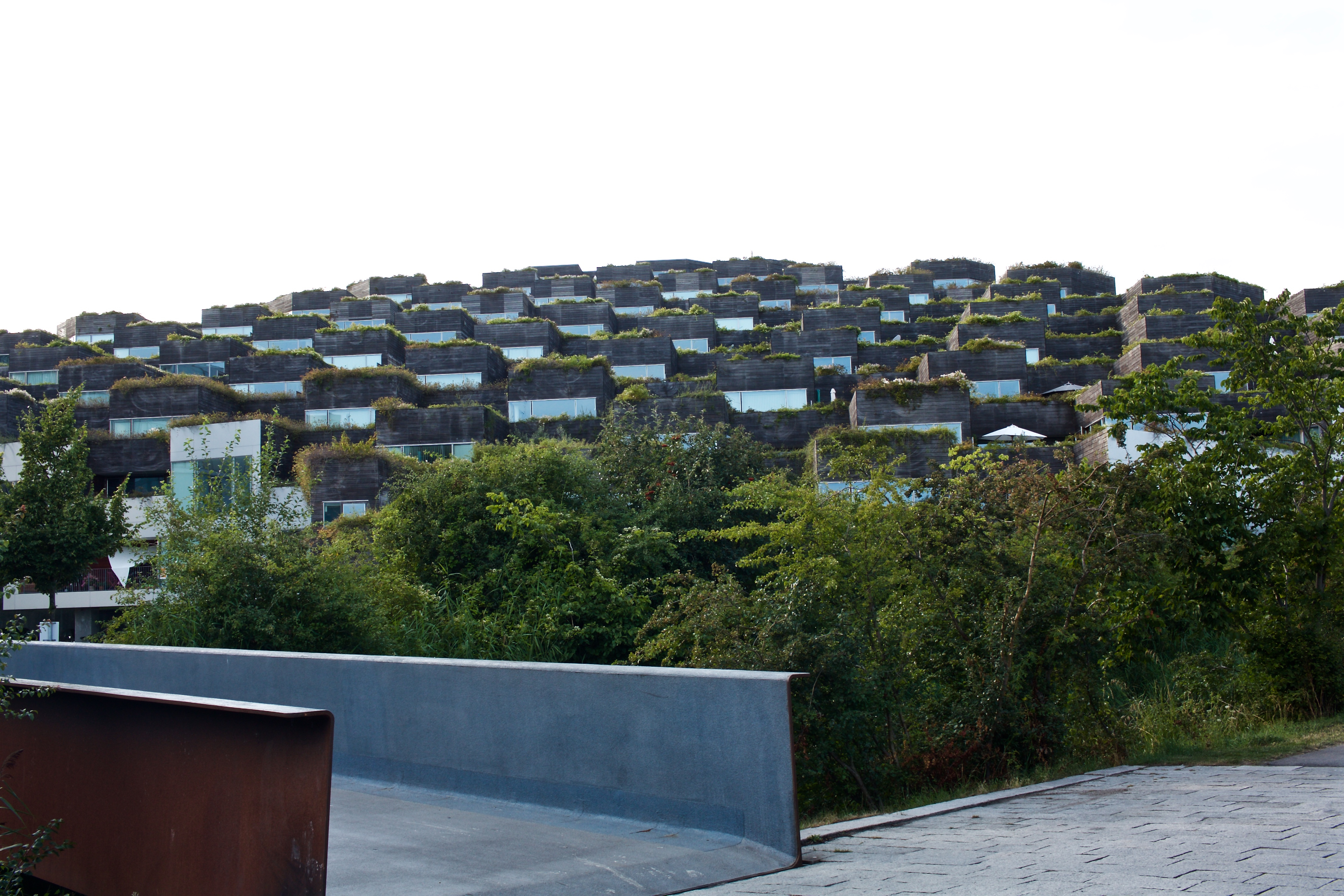
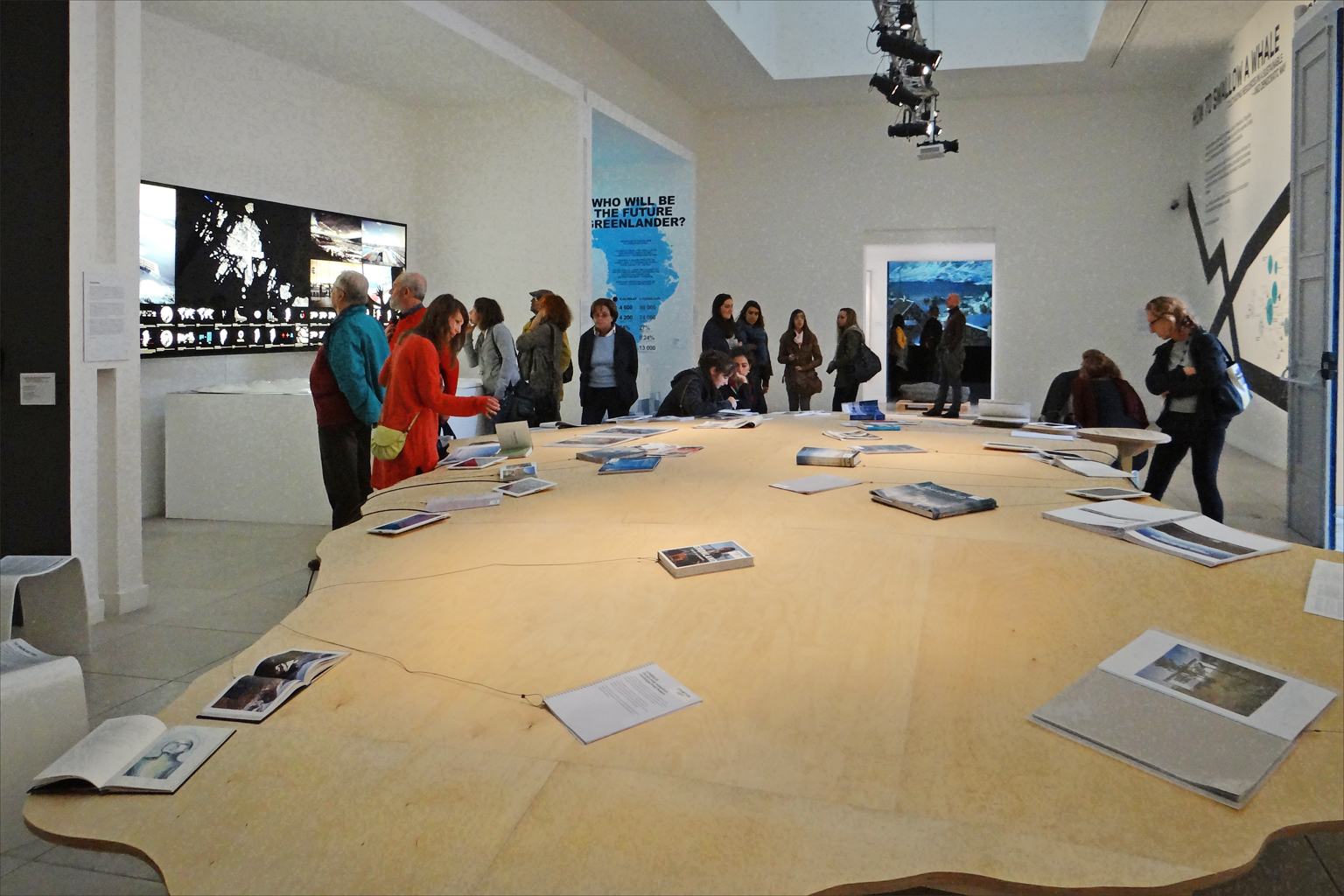
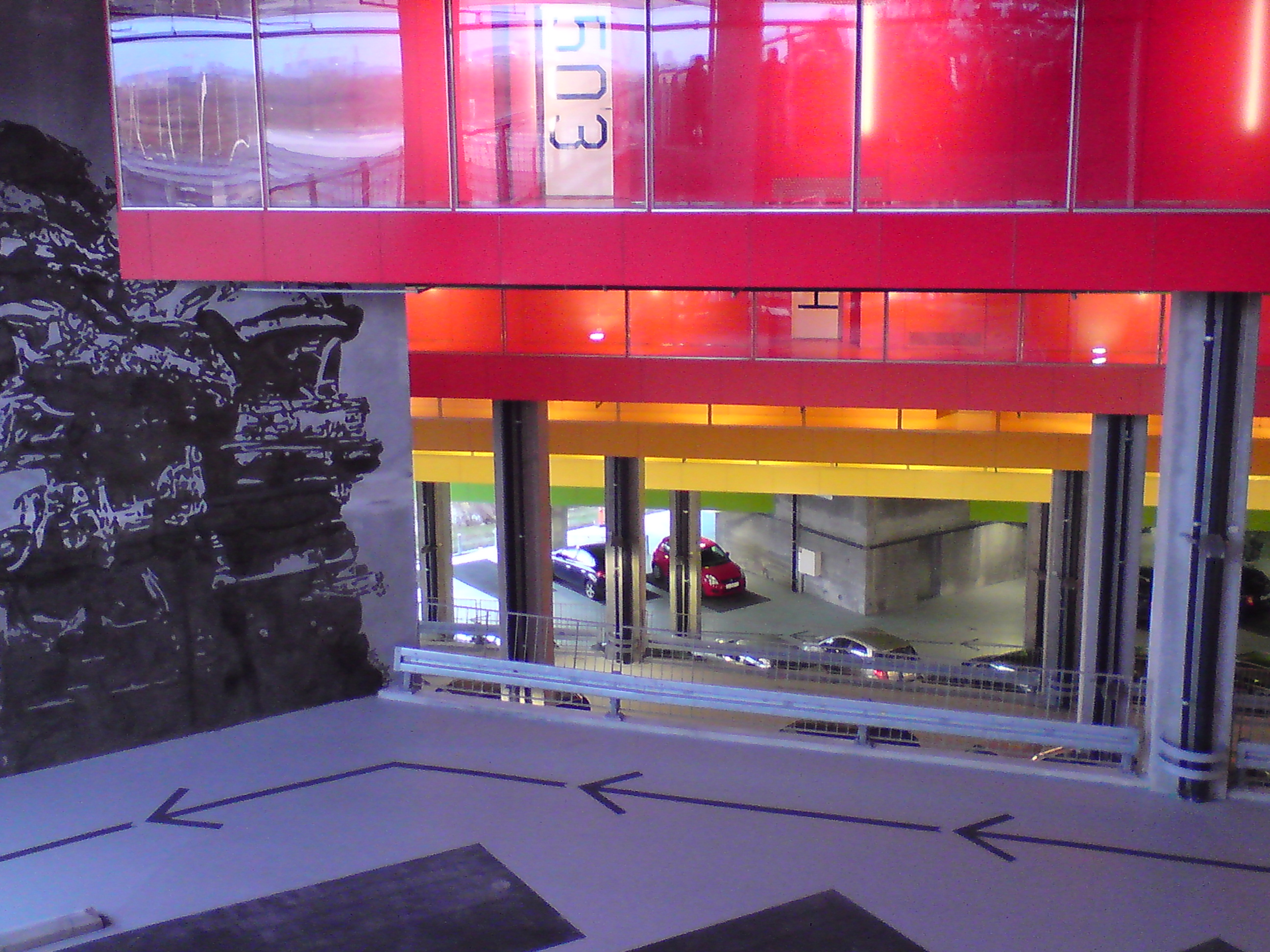

El 24 de julio de 2009, dio una charla en el prestigioso evento TED en Oxford.

## Proyectos

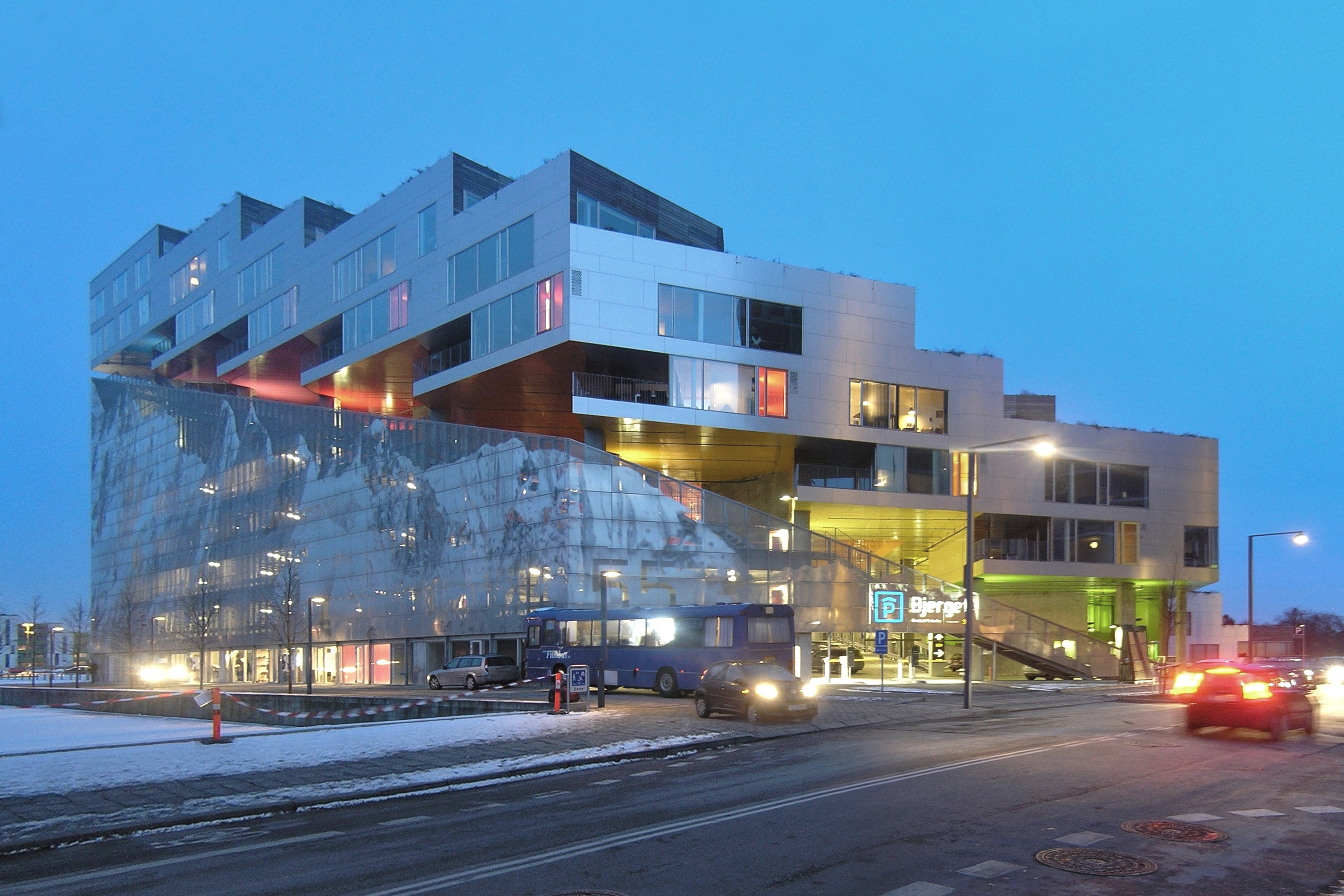
Edificio de viviendas The Mountain, en Copenhague (2005-2008)

### Proyectos acabados
- Copenhagen Harbour Baths, Designed by BIG & JDS, Copenhague (2002)
- Maritime Youth House, Designed by BIG & JDS, Copenhague (2004)
- Psychiatric Hospital, Designed by BIG & JDS, Helsingor, Denmark (2005)
- VM Houses, Designed by BIG & JDS, Ørestad, Copenhague (2006)
- M² Hill House, Dinamarca
- Sjakket Community Building, Designed by BIG & JDS, Copenhague (2007)
- Mountain Dwellings, Ørestad, Copenhague (2008)
- Gyeonggi Museum of Modern Art, Gyeonggi, Korea
- 8 House, Ørestad, Copenhague (2010)
- Danish Expo Pavilion 2010, EXPO 2010, Shanghái, China
- Times Square Valentine, New York City, USA (2012)
- Superkilen, innovative park for the ethnic inhabitants of the Nørrebro district of Copenhague (concurso ganado en 2008, completado 2012)[47]
- Heinemann Regionals Taxfree Store, Copenhagen Airport, Copenhague, Denmark
- Danish Maritime Museum, Helsingør, Denmark (2013)
- Gammel Hellerup Gymnasium - Sports Hall & Cultural building, Hellerup, Denmark (2013 & 2015)
- Warehouse 421, Mina Zayed, Abu Dhabi, United Arab Emirates
- The BIG Maze, National Building Museum, Washington D.C (2014)
- West 57, New York City, United States (2016)
- Tirpitz Museum, Blåvand, Denmark (2017)
- LEGO House, Billund, Denmark (2017)

### Proyectos en construcción
- Two World Trade Center, New York City, New York, United States
- The Big U, New York City, New York, United States
- Grove at Grand Bay, Miami, Florida, United States

- Hualien Residences, Hualien, Taiwán
- Serpentine Summer Pavilion 2016, London, England, United Kingdom
- Washington Redskins Stadium, Washington D. C., United States
- Google North Bayshore Campus, Mountain View, California, United States
- Transitlager Dreispitz, Basel, Switzerland (concurso ganado en noviembre de 2011)
- Amager Bakke, Copenhague, Denmark (concurso ganado en 2011)
- Faroe Islands Education Centre, Thorshavn, Faroe Islands (concurso ganado en noviembre de 2009)
- Shenzhen International Energy Mansion, Shenzhen, China (concurso ganado en septiembre de 2009)
- Honeycomb / Albany Marina Residences, Building One, Nassau, Bahamas,
- Vancouver House, Vancouver, BC, Canadá
- Audemars Piguet Museum, La Maison des Fondateurs, La Vallée de Joux, La Brassus, Switzerland
- Telus Sky Tower, Calgary, Alberta, Canadá
- Zootopia, Givskud, Denmark
- Museo Tamayo, Ciudad de México, México (concurso ganado en abril de 2009)
- New Tallinn City Hall, Tallinn, Estonia (competition win, June 2009)
- World Village of Women Sports, Malmö, Sweden (concurso ganado en noviembre de 2009)
- National Gallery, Nuuk, Greenland (concurso ganado en  2011)
- Paris PARC, Paris, France (concurso ganado en noviembre de 2011)
- Koutalaki Ski Village, Levi, Finland ( concurso ganado en 2011)
- Kimball Art Centre, Park City, Utah, United States (concurso ganado en febrero de 2012)
- Cross # Towers, Seoul, Corea del Sur
- Maison de l’Économie Créative et de la Culture en Aquitaine, Bordeaux, France (concurso ganado en 2012)
- The Red Line, Tampere, Finland (concurso ganado en mayo de  2012)
- Rose Rock International Finance Center, Tianjin, China
- Phoenix Observation Tower, Phoenix, Arizona, US

- EuropaCity, Paris, France
- Smithsonian Institution South Campus Master Plan, Washington D. C., United States
- NYPD 40th Precinct, Bronx, New York, United States
- The Spiral Tower, New York City, New York, United States
- 1200 Intrepid, Philadelphia, Pennsylvania, United States
- Metzler High-Rise, Frankfurt, Germany
- Battersea Power Station Malaysia Square, London, England, United Kingdom
- King Street West, Toronto, Ontario, Canadá
- 79&Park, Stockholm Sweden
- Frederiksborgvej 73, Copenhague, Denmark
- Wilson Secondary School, Arlington, Virginia, United States
- Västerås Travel Center, Västerås, Sweden
- Vinterbad Bryggen, Copenhague, Denmark
- Saint Thomas Church Extension, Copenhague, Denmark
- Pittsburgh Lower Hill Master Plan, Pittsburgh, Pennsylvania, United States
- Kistefos Museum, Jevnaker, Norway
- IQON, Quito, Ecuador

## Premios
- Premio Internacional de Rascacielos 2016, por Vía 57 West, en Nueva York
- European Prize for Architecture. 2010
- ULI Award for Excellence 2009, por The Mountain. Europe, Middle-East & Africa
- Mies Van Der Rohe Award 2009. Nominado, por The Mountain. EU
- MIPIM. Residential Development Award 2009, por The Mountain
- Forum Award. Best Nordic Architecture 2009, por The Mountain
- World Architecture Festival 2008. Housing Award Winner, por The Mountain
- Wood Award 2008, por Maritime Youth House & The Mountain
- International Architecture Awards. Best New Global Design. Scala. 2008
- Contract World. Best Education Interior, por Sjakket Youth Centre 2008
- Mies Van Der Rohe Award 2007. Special Mention, por VM Houses
- IOC Award. Honorable Mention, por Copenhagen Harbour Bath 2007
- Forum Award 2005. Best Scandinavian Building, por VM Houses
- His Royal Highness Prince Henrik of Denmark’s Scholarship. 2005
- The Royal Academy of Arts Eckersberg’s Medal. 2005. Dinamarca
- Mies Van Der Rohe Award 2005. Special Mention, por Maritime Youth House
- Copenhagen Award for Architecture, por Maritime Youth House 2004
- AR+D Award. Architectural Review. RIBA London, por Maritime Youth House 2004
- Venice Bienale Golden Lion, por Stavanger Concert Hall 2004
- Copenhagen Collaboration Award. 2004
- European Prize for Urban Public Space, por Copenhagen Harbour Bath 2004
- Young Architect of the Year Award. Segundo premio. 2004
- Scanorama Design Award. 2004
- Nykredits Architecture Prize. 2002
- Young Architect of the Year Award. Segundo premio. 2002
- Henning Larsen’s Prize. 2001
- The State Art Fund Scholarship. 2001